# Lixophaga aurea
Lixophaga aurea là một loài ruồi trong họ Tachinidae.